# Dekanat Sant Boi de Llobregat
Dekanat Sant Boi de Llobregat – jeden z 9 dekanatów diecezji Sant Feliu de Llobregat w Hiszpanii. 
Według stanu na lipiec 2016 w jego skład wchodziło 8 parafii. 

## Lista parafii
Źródło:
| Lp. | Miejscowość              | Parafia                                               | Proboszcz                             | Kościół                                                                       | Grafika | Adres                                                                                             |
| --- | ------------------------ | ----------------------------------------------------- | ------------------------------------- | ----------------------------------------------------------------------------- | ------- | ------------------------------------------------------------------------------------------------- |
| 1   | Sant Boi de Llobregat    | Parafia Najświętszej Maryi Panny z Montserrat         | Mn. Marín Torné, Joan Ramon           | Kościół Najświętszej Maryi Panny z Montserrat w Sant Boi de Llobregat         |         | Mossèn Jacint Verdaguer, 151 08830 Sant Boi de Llobregat                                          |
| 2   | Sant Boi de Llobregat    | Parafia Najświętszej Maryi Panny Wspomożenia Wiernych | P. Calavia Calavia, Miguel Ángel, SDB | Kościół Najświętszej Maryi Panny Wspomożenia Wiernych w Sant Boi de Llobregat |         | Salvador Allende, 6 08830 Sant Boi de Llobregat www.mariaauxiliadora.net                          |
| 3   | Sant Boi de Llobregat    | Parafia św. Antoniego Marii Claret                    | Mn. Rovira Oliveros, Pere             | Kościół św. Antoniego Marii Claret w Sant Boi de Llobregat                    |         | Ronda Sant Ramon, 66-68 08830 Sant Boi de Llobregat www.parroquiaclaret.info                      |
| 4   | Sant Boi de Llobregat    | Parafia św. Baldiri                                   | Mn. Fernàndez García, Antonio         | Kościół św. Baldiri w Sant Boi de Llobregat                                   |         | Pl. Mossèn Jaume Oliveras, 7 08830 Sant Boi de Llobregat www.parroquiadesantbaldiri.org           |
| 5   | Sant Boi de Llobregat    | Parafia św. Józefa Obrer                              | Mn. Peñafiel Maireles, Joan           | Kościół św. Józefa Obrer w Sant Boi de Llobregat                              |         | Pl. Euskadi, s/n (Barri Camps Blancs) 08830 Sant Boi de Llobregat www.parroquiasantjosepobrer.com |
| 6   | Sant Boi de Llobregat    | Parafia św. Piotra Apostoła                           | P. Solà Bohigas, Salvador, CMF        | Kościół św. Piotra Apostoła w Sant Boi de Llobregat                           |         | Pau Casals, 9 (Ciutat Cooperativa Molí Nou) 08830 Sant Boi de Llobregat                           |
| 7   | Santa Coloma de Cervelló | Parafia Najświętszego Serca Jezusowego                | Mn. Rovira Oliveros, Pere             | Kościół Najświętszego Serca Jezusowego w Santa Coloma de Cervelló             |         | Bosc Joaquim Folguera, 5 bxs. 08690 Santa Coloma de Cervelló                                      |
| 8   | Santa Coloma de Cervelló | Parafia św. Coloma                                    | Mn. Fernàndez García, Antonio         | Kościół św. Coloma w Santa Coloma de Cervelló                                 |         | Església, 15 08690 Santa Coloma de Cervelló                                                       |